# Miloslav Ludvík

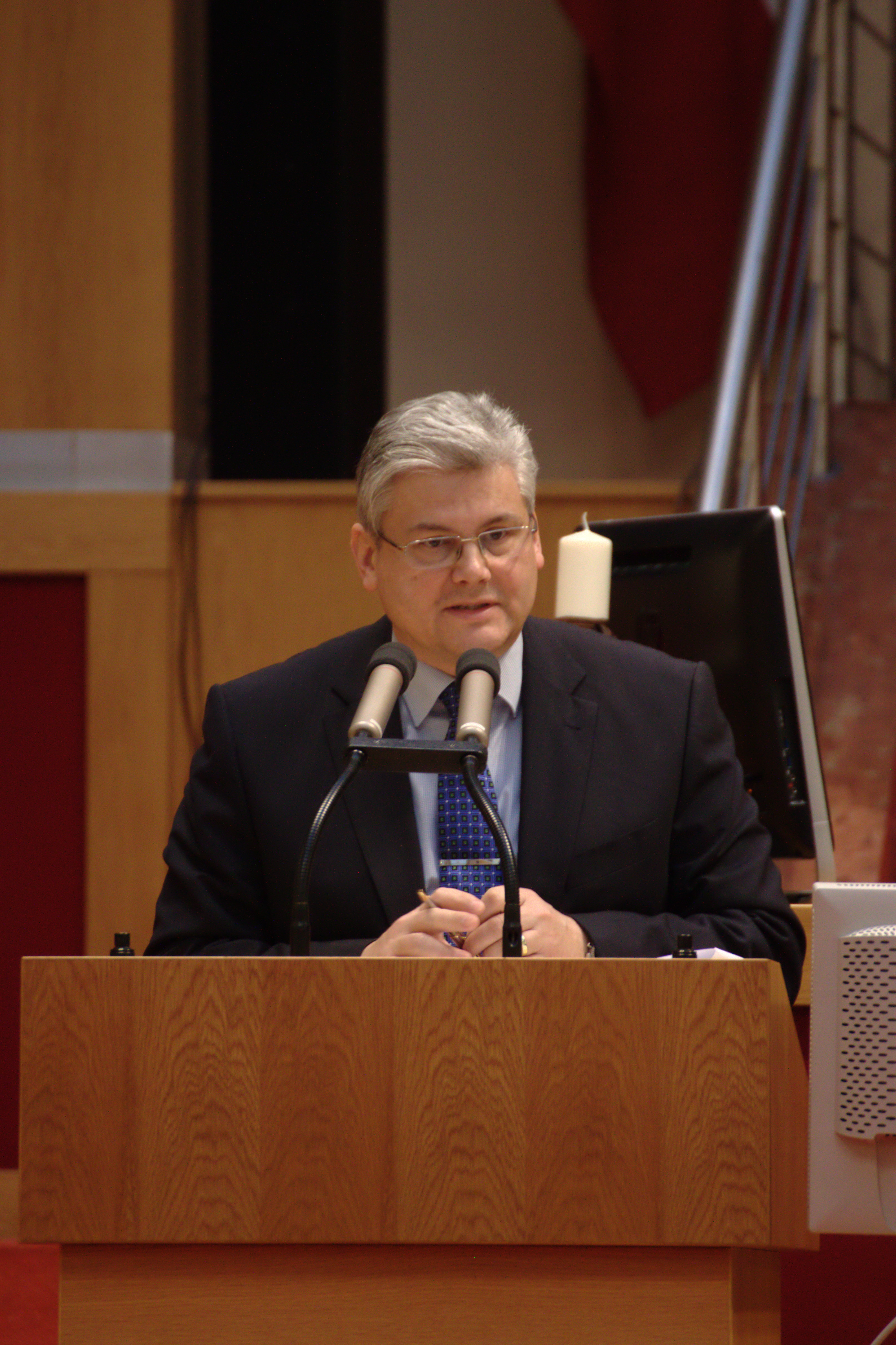
Miloslav Ludvík

Miloslav Ludvík (* 5. Oktober 1963 in Prag) ist ein tschechischer Manager und Politiker. Er war von Dezember 2016 bis Dezember 2017 Gesundheitsminister in der Regierung Bohuslav Sobotka.
Ludvík studierte an der Wirtschaftsuniversität Prag und an der juridischen Fakultät der Karlsuniversität. Ab 1990 arbeitete er vor allem bei Pharmaunternehmen. Von 2000 bis 2016 war Ludvík Direktor des Prager Universitätskrankenhauses Motol, des größten Krankenhauses in Tschechien, nach seinem Rücktritt als Gesundheitsminister übernahm er diesen Posten wieder.
2002 wurde er für die sozialdemokratische Partei ČSSD in die Stadtvertretung der Hauptstadt Prag gewählt. Am 30. Dezember 2016 wurde Ludvík, nachdem Premier Bohuslav Sobotka nach der Wahlniederlage der ČSSD bei den Regionalwahlen 2016 angekündigt hatte Svatopluk Němeček zu ersetzen, von Präsident Miloš Zeman zum Gesundheitsminister ernannt.